# Onward Brass Band
La Onward Brass Band fue una de las más importantes bandas de jazz tradicional de Nueva Orleans (Luisiana, EE. UU.), fundada en 1912 por el cornetista Manuel Pérez y el trombonista George Filhe.
Manuel Pérez fue uno de los más conocidos cornetistas de los albores del jazz; para algunos autores, la primera de sus grandes figuras, anterior incluso a Buddy Bolden. Con anterioridad a la Onward, Pérez y Filhe habían mantenido otra conocida banda, a la cabeza de la vanguardia del jazz de Nueva Orleans, llamada Imperial Band, entre 1909 y 1912. La Onward Brass Band dejó de funcionar cuando se produjo la gran emigración hacia Chicago (1917)
En tiempos posteriores, han ido apareciendo sucesivas bandas de dixieland con la misma denominación, permaneciendo una de ellas actualmente activa. Una de estas formaciones intervino, por ejemplo, en algunas grabaciones del artista pop Paul Simon.